# ESPN Radio
ESPN Radio est un réseau radiophonique américain consacré aux sports et affilié au réseau télévisuel ESPN. La radio fut lancée le 1er janvier 1992 aux États-Unis.
ESPN Radio est basée dans le quartier général de la société ESPN à Bristol dans le Connecticut. Elle diffuse une programmation régulière d'émissions journalières et hebdomadaires tels que la couverture des rencontres de la Major League Baseball, la National Basketball Association, le Bowl Championship Series ou le National Invitation Tournament.
Depuis 2005, ESPN diffuse aussi ses programmes en espagnol avec ESPN Deportes Radio. Depuis 2006, comme la chaîne de télé ESPN, ESPN Radio propose le service nommé ESPN Radio Insider. Ce service permet depuis le site ESPNRadio.com d'écouter toutes les interviews diffusées à l'antenne après leur première diffusion au cas où l'auditeur l'aurait raté.
ESPN Radio possède actuellement cinq stations intégralement. Elles sont basées à 
- New York : WEPN (AM) et WEPN (FM)
- Los Angeles
- Chicago
- Dallas
- Pittsburgh : WEAE-AM (1250)

La plupart des autres zones ont des radios affiliées à ESPN que leur programmation soit totalement ou partiellement dédiée à ESPN.
ESPN Radio était rattaché au réseau de ABC Radio comme Radio Disney, à la suite d'une décision prise lors du rachat d'ABC par la Walt Disney Company en 1996. En 2006, quand l'ensemble ABC Radio a été fusionné avec celui de Citadel Broadcasting pour devenir Citadel Communications, Disney a décidé de conserver les réseaux ESPN et Disney.

## Historique
Le 27 septembre 2010, ESPN annonce que la station WEAE de Pittsburgh cesse son activité et sera convertie en janvier 2011 en Radio Disney. Le 9 octobre 2012, la station AM WDBO d'Orlando annonce s'affilier à ESPN Radio et renforcer son partenariat avec ESPN Wide World of Sports